# 李炽
李炽（1983年3月6日—），中国足球运动员，司职中场，现效力于中超球队江苏舜天。

## 生平

### 职业生涯
李炽在广东青年队出道，2002年帮助广东雄鹰队在乙级联赛获得亚军，并得到下赛季甲B联赛的资格。在广东雄鹰队两年的次级联赛比赛中，他都是以主力球员登场比赛。2004年，广东雄鹰队解散，李炽跟随主教练王宝山加盟另一支中甲球队江苏舜天。
李炽在江苏舜天队表现出色，屡屡为球队取得进球。2007年10月20日，李炽在江苏舜天主场对阵广州医药队的比赛中打进唯一一个进球，使对手赛季不败记录作古。2008赛季，李炽帮助球队成功地以中甲冠军的身份升级到超级联赛。